# UEFA-Fünfjahreswertung
Die UEFA-Fünfjahreswertung (5JW) – auch UEFA-Koeffizient genannt – ist eine von der UEFA aufgestellte Rangliste. Die Länderwertung dient der Ermittlung der Anzahl der Fußball-Europapokal-Startplätze der einzelnen Landesverbände. Die Klubwertung wird bei Auslosungen in den UEFA-Klubwettbewerben (UEFA Champions League, UEFA Europa League und UEFA Europa Conference League) bis einschließlich der Gruppenphase für die Einteilung der Lostöpfe verwendet.

## Länderwertung
Ursprünglich wurde die UEFA-Fünfjahreswertung eingeführt, um die Anzahl der Startplätze im UEFA-Pokal für die einzelnen Landesverbände zu bestimmen. Mit der Ausweitung des Champions-League-Teilnehmerfelds ab der Saison 1997/98 und der Veranstaltung des UI-Cups durch die UEFA ab 1995 ergab sich auch hier eine Verteilung der Starterplätze nach Landesverbänden. Heute bestimmt die Fünfjahreswertung, welcher Verband mit wie vielen Vereinen in der Champions League, der Europa League oder der UEFA Europa Conference League vertreten ist und in welcher Runde die Klubs in den Wettbewerb einsteigen. Je höher eine Liga in der Fünfjahreswertung steht, desto mehr Vereine aus dieser Spielklasse haben die Möglichkeit, am internationalen Wettbewerb teilzunehmen. Welche Teams eines Landes an den jeweiligen Wettbewerben teilnehmen, hängt in der Regel von der Platzierung in der nationalen Liga bzw. vom Gewinn des nationalen Pokalwettbewerbs ab, sofern der Verein eine UEFA-Lizenz erhalten hat.
Bei der Vergabe der Startplätze wird nicht die Fünfjahreswertung der gerade abgelaufenen Saison verwendet, sondern die der vorletzten Saison. Dies hat den Vorteil, dass bereits zu Beginn einer Spielzeit bekannt ist, welche Platzierungen am Ende für das Erreichen der einzelnen europäischen Wettbewerbe erforderlich sind. So wurden für die Spielzeit 2024/25 die Startplätze anhand der UEFA-Fünfjahreswertung zum Ende der Spielzeit 2022/2023 vergeben.
Die UEFA veröffentlicht die letztlich gültige Wertung immer nur zu Saisonbeginn bzw. -ende. Alle Zwischenstände im Saisonverlauf sind daher grundsätzlich mit Vorbehalt zu betrachten, da diese nicht offiziell bestätigt sind.

### Rangliste 2024/25
Aus der Wertung der Spielzeiten 2020/21 bis einschließlich der Saison 2024/25 ermitteln sich die reguläre Teilnehmeranzahl (Tn) und der Einstieg in die Zugangsliste für die Europapokalsaison 2026/27. Abweichungen können sich durch gesonderte Berücksichtigung der Pokalsieger der Vorsaison ergeben.
| Pos. | Pos. Vorj. | Land                           | 2020/21 | 2021/22 | 2022/23 | 2023/24 | 2024/25 | TOTAL   | Tn CL 2026/27 | Tn EL 2026/27 | Tn ECL 2026/27 |
| ---- | ---------- | ------------------------------ | ------- | ------- | ------- | ------- | ------- | ------- | ------------- | ------------- | -------------- |
| 01.  | 01.        | England (L, P, LP)             | 24,357  | 21,000  | 23,000  | 17,375  | 29,464  | 115,196 | 4             | 2             | 1              |
| 02.  | 02.        | Italien (L, P)                 | 16,285  | 15,714  | 22,357  | 21,000  | 21,875  | 97,231  | 4             | 2             | 1              |
| 03.  | 03.        | Spanien (L, P)                 | 19,500  | 18,428  | 16,571  | 16,062  | 23,892  | 94,453  | 4             | 2             | 1              |
| 04.  | 04.        | Deutschland (L, P)             | 15,214  | 16,214  | 17,125  | 19,357  | 18,421  | 86,331  | 4             | 2             | 1              |
| 05.  | 05.        | Frankreich (L, P)              | 7,916   | 18,416  | 12,583  | 16,250  | 17,928  | 73,093  | 4             | 2             | 1              |
| 06.  | 06.        | Niederlande (L, P)             | 9,200   | 19,200  | 13,500  | 10,000  | 15,250  | 67,150  | 3             | 2             | 1              |
| 07.  | 07.        | Portugal (L, P)                | 9,600   | 12,916  | 12,500  | 11,000  | 16,250  | 62,266  | 2             | 2             | 1              |
| 08.  | 08.        | Belgien (L, P)                 | 6,000   | 6,600   | 14,200  | 14,400  | 15,650  | 56,850  | 2             | 2             | 1              |
| 09.  | 10.        | Tschechien (L, P)              | 6,600   | 6,700   | 6,750   | 13,500  | 10,550  | 44,100  | 2             | 2             | 1              |
| 10.  | 09.        | Türkei (L, P)                  | 3,100   | 6,700   | 11,800  | 12,000  | 10,300  | 43,900  | 2             | 2             | 1              |
| 11.  | 14.        | Norwegen (L, P)                | 6,500   | 7,625   | 5,750   | 8,000   | 11,812  | 39,687  | 2             | 2             | 1              |
| 12.  | 15.        | Griechenland (L, P)            | 5,100   | 8,000   | 2,125   | 11,400  | 12,687  | 39,312  | 2             | 2             | 1              |
| 13.  | 13.        | Österreich (L, P)              | 6,700   | 10,400  | 4,900   | 4,800   | 9,650   | 36,450  | 2             | 1             | 2              |
| 14.  | 11.        | Schottland (L, P)              | 8,500   | 7,900   | 3,500   | 6,400   | 9,250   | 35,550  | 2             | 1             | 2              |
| 15.  | 21.        | Polen (L, P)                   | 4,000   | 4,625   | 7,750   | 6,875   | 11,750  | 35,000  | 2             | 1             | 2              |
| 16.  | 16.        | Dänemark (L, P)                | 5,500   | 7,800   | 5,900   | 8,500   | 7,656   | 33,981  | 1             | 1             | 2              |
| 17.  | 12.        | Schweiz (L, P)                 | 5,125   | 7,750   | 8,500   | 5,200   | 7,050   | 33,625  | 1             | 1             | 2              |
| 18.  | 17.        | Israel (L, P)                  | 7,000   | 6,750   | 6,250   | 8,750   | 2,875   | 31,625  | 1             | 1             | 2              |
| 19.  | 23.        | Zypern (L, P)                  | 4,000   | 4,125   | 5,100   | 3,755   | 10,562  | 27,537  | 1             | 1             | 2              |
| 20.  | 25.        | Schweden (L, P)                | 2,500   | 5,125   | 6,250   | 1,875   | 11,375  | 27,125  | 1             | 1             | 2              |
| 21.  | 20.        | Kroatien (L, P)                | 5,900   | 6,000   | 3,375   | 5,875   | 5,875   | 27,025  | 1             | 1             | 2              |
| 22.  | 19.        | Serbien (L, P)                 | 5,500   | 9,500   | 5,375   | 1,400   | 3,725   | 25,500  | 1             | 1             | 2              |
| 23.  | 18.        | Ukraine (L, P)                 | 6,800   | 4,200   | 5,700   | 4,100   | 3,600   | 24,400  | 1             | 1             | 2              |
| 24.  | 24.        | Ungarn (L, P)                  | 4,250   | 2,750   | 5,875   | 4,500   | 6,625   | 24,000  | 1             | 1             | 2              |
| 25.  | 26.        | Rumänien (L, P)                | 3,750   | 2,250   | 6,250   | 3,250   | 7,750   | 23,250  | 1             | 1             | 2              |
| 26.  | 22.        | Russland (L, P)                | 4,333   | 5,300   | 4,333   | 4,333   | 4,333   | 22,632  | 1             | 1             | 2              |
| 27.  | 29.        | Slowakei (L, P)                | 1,500   | 4,125   | 6,000   | 5,000   | 4,625   | 21,250  | 1             | 1             | 2              |
| 28.  | 30.        | Slowenien (L, P)               | 2,250   | 3,000   | 2,125   | 3,875   | 9,093   | 20,343  | 1             | 1             | 2              |
| 29.  | 27.        | Bulgarien (L, P)               | 4,000   | 3,375   | 4,500   | 4,375   | 3,625   | 19,875  | 1             | 1             | 2              |
| 30.  | 28.        | Aserbaidschan (L, P)           | 2,500   | 4,375   | 4,000   | 5,875   | 2,875   | 19,625  | 1             | 1             | 2              |
| 31.  | 35.        | Irland (L, P)                  | 1,875   | 2,875   | 3,375   | 1,500   | 5,343   | 14,968  | 1             | 1             | 2              |
| 32.  | 31.        | Moldau (L, P)                  | 1,375   | 5,250   | 3,750   | 2,000   | 2,125   | 14,500  | 1             | 1             | 2              |
| 33.  | 41.        | Island (L, P)                  | 0,625   | 1,500   | 3,000   | 3,833   | 4,562   | 13,520  | 1             | 1             | 2              |
| 34.  | 39.        | Bosnien und Herzegowina (L, P) | 2,625   | 1,625   | 2,000   | 2,250   | 4,531   | 13,031  | 1             | –             | 3              |
| 35.  | 36.        | Armenien (L, P)                | 1,375   | 1,875   | 2,375   | 2,250   | 4,375   | 12,250  | 1             | –             | 3              |
| 36.  | 37.        | Lettland (L, P)                | 1,375   | 2,625   | 2,750   | 1,625   | 3,875   | 12,250  | 1             | –             | 3              |
| 37.  | 32.        | Kosovo (L, P)                  | 1,833   | 2,333   | 2,875   | 3,000   | 2,000   | 12,041  | 1             | –             | 3              |
| 38.  | 34.        | Finnland (L, P)                | 1,375   | 3,750   | 2,625   | 1,750   | 2,250   | 11,750  | 1             | –             | 3              |
| 39.  | 33.        | Kasachstan (L, P)              | 1,000   | 2,875   | 1,125   | 3,125   | 3,000   | 11,125  | 1             | –             | 3              |
| 40.  | 38.        | Färöer (L, P)                  | 2,750   | 1,500   | 2,250   | 2,750   | 1,500   | 10,750  | 1             | –             | 3              |
| 41.  | 45.        | Malta (L, P)                   | 1,500   | 1,875   | 2,625   | 1,500   | 1,000   | 08,500  | 1             | –             | 3              |
| 42.  | 42.        | Nordirland (L, P)              | 2,833   | 1,625   | 1,250   | 1,125   | 1,500   | 08,333  | 1             | –             | 3              |
| 43.  | 44.        | Litauen (L, P)                 | 1,375   | 1,750   | 2,375   | 1,125   | 1,375   | 08,250  | 1             | –             | 3              |
| 44.  | 40.        | Liechtenstein (P)              | 0,500   | 0,000   | 6,500   | 0,500   | 0,500   | 08,000  | –             | –             | 1              |
| 45.  | 48.        | Estland (L, P)                 | 1,375   | 3,666   | 1,166   | 0,125   | 1,625   | 07,957  | 1             | –             | 3              |
| 46.  | 47.        | Albanien (L, P)                | 2,000   | 1,625   | 0,875   | 2,125   | 1,250   | 07,875  | 1             | –             | 3              |
| 47.  | 53.        | Montenegro (L, P)              | 1,625   | 0,750   | 1,000   | 1,333   | 2,500   | 07,208  | 1             | –             | 3              |
| 48.  | 43.        | Luxemburg (L, P)               | 1,000   | 1,250   | 1,125   | 2,250   | 1,250   | 06,875  | 1             | –             | 3              |
| 49.  | 52.        | Wales (L, P)                   | 1,500   | 1,500   | 1,166   | 0,625   | 2,000   | 06,791  | 1             | –             | 3              |
| 50.  | 46.        | Georgien (L, P)                | 1,750   | 1,250   | 1,125   | 1,250   | 1,250   | 06,625  | 1             | –             | 3              |
| 51.  | 50.        | Nordmazedonien (L, P)          | 1,750   | 0,625   | 1,625   | 1,500   | 0,666   | 06,166  | 1             | –             | 2              |
| 52.  | 49.        | Belarus (L, P)                 | 1,500   | 0,250   | 0,625   | 1,750   | 1,875   | 06,000  | 1             | –             | 2              |
| 53.  | 51.        | Andorra (L, P)                 | 0,666   | 1,500   | 0,666   | 1,666   | 1,000   | 05,498  | 1             | –             | 2              |
| 54.  | 54.        | Gibraltar (L, P)               | 1,666   | 1,250   | 0,875   | 0,166   | 1,500   | 05,457  | 1             | –             | 2              |
| 55.  | 55.        | San Marino (L, P)              | 0,500   | 0,166   | 0,833   | 0,333   | 0,666   | 02,498  | 1             | –             | 2              |

Quelle: UEFA-Rangliste Länder-Koeffizienten 2024/25 (Stand 2. Juni 2025)
Anmerkungen:
1. 1 2 3  Die Angaben zu Teilnehmerzahl Russlands ist theoretischer Natur, da die UEFA alle russischen Mannschaften von ihren Wettbewerben ausgeschlossen hat. Dem Verband wird fiktiv das schlechteste Jahresergebnis der fünf Spielzeiten vor der Sperre zugerechnet.
2. ↑  Liechtenstein tritt lediglich mit dem nationalen Pokalsieger an, da kein eigener Ligabetrieb durchgeführt wird.

Zur Bedeutung der Farben siehe #Verteilung der Startplätze

### Berechnung des Koeffizienten eines Landesverbandes
Ein Landesverband erhält Punkte für Erfolge seiner Vereinsmannschaften in den Wettbewerben der UEFA, also Siege, Unentschieden und das Erreichen bestimmter Spielrunden. Die Zähler für alle Vereine werden addiert und durch die Anzahl der teilnehmenden Vereine des Landesverbandes dividiert. Das Ergebnis wird nach der dritten Nachkommastelle grundsätzlich abgerundet (keine „kaufmännische“ Rundung).
Gewertet werden immer nur tatsächlich ausgetragene Spiele. Sollte ein Spiel „am grünen Tisch“ entschieden werden, so werden hierfür keine Zähler vergeben. Außerdem zählt immer nur das Ergebnis nach 90 bzw. 120 Minuten Spieldauer. Ein etwaiges Elfmeterschießen wird bei der Zählervergabe nicht beachtet.
Es werden nur Vereine gezählt, die mindestens die Qualifikation zur Champions League, zur Europa League oder zur Europa Conference League erreicht haben. Weitere Wettbewerbe wie der bis 2008 ausgetragene UI-Cup oder der UEFA Super Cup werden nicht berücksichtigt.
Die auf diese Weise ermittelten Koeffizienten sollen die jeweilige Spielstärke der verschiedenen Nationen vergleichbar machen, obwohl sie je nach Ausgangslage unterschiedlich viele Vereine im Teilnehmerfeld aufbieten dürfen. Diese Koeffizienten werden über fünf Spielzeiten addiert und ergeben die UEFA-Fünfjahreswertung. Jedes Jahr fällt die jeweils älteste Rangliste aus der Wertung und wird durch die aktuelle ersetzt.
Das für die Saison 2021/22 bis 2023/24 gültige Punktesystem wurde mit der Saison 2009/10 eingeführt. Punkte gibt es für alle Spiele der UEFA Champions League, der UEFA Europa League und der UEFA Conference League sowie den dazugehörigen Qualifikationen, die wie folgt vergeben werden:
- Sieg in der Champions League/ Europa League / Europa Conference League: zwei Zähler
- Unentschieden in der Champions League/ Europa League / Europa Conference League: ein Zähler
- Sieg in der Qualifikation der Champions League/ Europa League / Europa Conference League: ein Zähler
- Unentschieden in der Qualifikation der Champions League/ Europa League / Europa Conference League: ½ Zähler

Zusätzliche Bonuspunkte gibt es ab 2021/22 für das Erreichen bestimmter Runden:
- 4 Bonuspunkte für die Teilnahme an der Champions-League-Gruppenphase.
- 4 Bonuspunkte für den Gruppensieger in der Europa-League-Gruppenphase und 2 Bonuspunkte für den Gruppenzweiten.
- 2 Bonuspunkte für den Gruppensieger in der Europa-Conference-League-Gruppenphase und 1 Bonuspunkt für den Gruppenzweiten.
- 5 Bonuspunkte für das Erreichen des Achtelfinales der Champions League.
- 1 Bonuspunkt für das Erreichen des Achtelfinales der Europa-League.
- Jeweils einen Bonuspunkt für das Erreichen des Viertelfinales, Halbfinales und des Finales sowohl in der Champions League als auch in der Europa League.
- Jeweils einen Bonuspunkt für das Erreichen des Halbfinales und des Finales in der Europa Conference League.

### Verteilung der Startplätze
| Rang    | Champions League | Champions League | Europa League | Europa Conference League |
| Rang    | Gruppenphase     | Qualifikation    | Europa League | Europa Conference League |
| ------- | ---------------- | ---------------- | ------------- | ------------------------ |
| 1 – 4   | 4                | –                | 2             | 1                        |
| 5       | 2                | 1                | 2             | 1                        |
| 6       | 2                | 1                | 1             | 2                        |
| 7 – 10  | 1                | 1                | 1             | 2                        |
| 11 – 15 | –                | 2                | 1             | 2                        |
| 16 – 50 | –                | 1                | –             | 3                        |
| 51 – 55 | –                | 1                | –             | 2                        |

| Rang    | Champions League | Champions League | Europa League | Europa Conference League |
| Rang    | Gruppenphase     | Qualifikation    | Europa League | Europa Conference League |
| ------- | ---------------- | ---------------- | ------------- | ------------------------ |
| 1 – 4   | 4                | –                | 2             | 1                        |
| 5       | 3                | 1                | 2             | 1                        |
| 6       | 2                | 1                | 2             | 1                        |
| 7 – 10  | 1                | 1                | 2             | 1                        |
| 11 – 12 | –                | 2                | 2             | 1                        |
| 13 – 15 | –                | 2                | 1             | 2                        |
| 16 – 34 | –                | 1                | 1             | 2                        |
| 35 – 50 | –                | 1                | –             | 3                        |
| 51 – 55 | –                | 1                | –             | 2                        |

Mit Wirkung für die Saison 2018/19 hat die UEFA beschlossen, dass die ersten vier Verbände der Rangliste jeweils vier Vertreter direkt für die Gruppenphase melden können. Zuvor waren nur die ersten drei Verbände berechtigt, vier Teilnehmer zu melden, von denen der Vierte sich aber noch in den Play-offs qualifizieren musste.
Die Startplätze zur Qualifikation oder unmittelbaren Teilnahme an der Europa League berücksichtigen den Sieger des nationalen Pokalwettbewerbs sowie die über die nationalen Meisterschaften qualifizierten Teams. In England wird ein weiterer Pokalwettbewerb ausgespielt, dessen Sieger sich für die Europa Conference League anstelle eines Ligavertreters qualifizieren kann. Seit der Saison 2014/2015 rückt anstelle des unterlegenen Pokalfinalisten der nächstbeste Ligavertreter nach, wenn sich der Pokalsieger bereits für die Champions League qualifiziert hat. In der Saison 2021/22 dürfen die Verbände auf den Plätzen 1–50 insgesamt jeweils drei Vertreter und die Verbände auf den Plätzen 51–55 jeweils zwei Vertreter für die Qualifikation oder Teilnahme an der Europa League bzw. Europa Conference League stellen.
Liechtenstein tritt lediglich mit dem nationalen Pokalsieger an, da kein eigener Ligabetrieb durchgeführt wird.

#### Champions League
Seit der Spielzeit 2009/10 bis einschließlich der Spielzeit 2017/18 waren 22 Teams direkt für die Gruppenphase qualifiziert, bis zu 58 Qualifikanten spielten in bis zu vier Runden um 10 weitere Startplätze. Beginnend mit der Spielzeit 2018/19 wurden die Startplätze der Gruppenphase neu verteilt. Neben dem Titelverteidiger und dem Gewinner der Europa League erhalten die jeweils vier bestplatzierten Teams der in der UEFA-Fünfjahreswertung vier bestplatzierten Landesverbände einen festen Startplatz (Statt bisher nur drei Teams der drei bestplatzierten Verbände). Platz fünf und sechs der Fünfjahreswertung erhalten jeweils zwei Startplätze (Meister und Vizemeister) und Platz sieben bis zehn jeweils einen. Nur noch sechs Teams können sich über die Play-offs qualifizieren.
Es gibt zwei Qualifikationswege: den Champions-Weg und den Platzierungs-Weg. Im Champions-Weg spielen ausschließlich nationale Meister („Champions“) von rangniedrigen Nationen gegeneinander, im Platzierungsweg ausschließlich zweit- und drittplatzierte Mannschaften von ranghöheren Nationen. Auf diese Art wird sichergestellt, dass die Teilnehmer der Gruppenphase sich über mehr Herkunftsnationen verteilen und vier echte Meister vertreten sind, da diese nicht mehr von Verfolgern aus stärkeren Nationen verdrängt werden können, welche gesondert um die verbliebenen zwei Plätze in der Champions League konkurrieren. Die als „Play-off-Runde“ bezeichnete vierte Qualifikationsrunde wird zentral von der UEFA vermarktet, um höhere Werbeeinnahmen generieren zu können.
Liechtenstein hat mangels eigenen Ligabetriebes kein über die Liga vergebenes Startrecht in der Champions League. Folglich wird Liechtenstein bei der Nationenreihung übergangen. Die Vereine des Fürstentums treten in der Schweizer Liga an und können auch als Schweizer Meister die Champions League nicht erreichen. Nur durch einen Gewinn der UEFA Europa League wäre der Einzug in die UEFA Champions League theoretisch möglich.
| Spielrunde | Champions-Weg | Platzierungsweg |
| --- | --- | --- |
| Vorqualifikation (zwei Runden) Verlierer wechseln in die 2. Runde der Europa Conference League                                                                             | - Meister der Verbände auf den Plätzen 52 bis 55 | |
| 1. Qualifikationsrunde Verlierer wechseln in die 2. Runde der Europa Conference League                                                                                     | - Meister der Verbände auf den Plätzen 18 bis 51 (ohne Liechtenstein) - ein Sieger der Vorqualifikation | |
| 2. Qualifikationsrunde Verlierer wechseln in die 3. Runde der Europa League                                                                                                | - Meister der Verbände auf den Plätzen 15 bis 17 - 17 Sieger der 1. Runde | - Vizemeister der Verbände auf den Plätzen 10 bis 15 |
| 3. Qualifikationsrunde Verlierer des Champions-Wegs wechseln zu den Play-offs der Europa League Verlierer des Platzierungswegs wechseln zur Gruppenphase der Europa League | - Meister der Verbände auf den Plätzen 13 bis 14 - 10 Sieger der 2. Runde | - Meisterschaftsdritte der Verbände auf den Plätzen 5 bis 6 - Vizemeister der Verbände auf den Plätzen 7 bis 9 - 3 Sieger der 2. Runde |
| Play-offs Verlierer wechseln in die Gruppenphase der Europa League | - Meister der Verbände auf den Plätzen 11 bis 12 - 6 Sieger der 3. Runde | - 4 Sieger der 3. Runde |
| Gruppenphase | - Der Titelverteidiger - Der Gewinner der Europa League - Meister, Vizemeister, Meisterschaftsdritte und -vierte der Verbände auf den Plätzen 1 bis 4 - Meister und Vizemeister der Verbände auf den Plätzen 5 bis 6 - Meister der Verbände auf den Plätzen 7 bis 10 - 6 Sieger der Play-offs (4 aus dem Champions-Weg und 2 aus dem Platzierungsweg) | - Der Titelverteidiger - Der Gewinner der Europa League - Meister, Vizemeister, Meisterschaftsdritte und -vierte der Verbände auf den Plätzen 1 bis 4 - Meister und Vizemeister der Verbände auf den Plätzen 5 bis 6 - Meister der Verbände auf den Plätzen 7 bis 10 - 6 Sieger der Play-offs (4 aus dem Champions-Weg und 2 aus dem Platzierungsweg) |
| Achtelfinale | - 1. und 2. Plätze der Gruppenphase (Gruppendritte wechseln in die Zwischenrunde der Europa League) | - 1. und 2. Plätze der Gruppenphase (Gruppendritte wechseln in die Zwischenrunde der Europa League) |
| Viertelfinale | - 8 Sieger des Achtelfinales | - 8 Sieger des Achtelfinales |
| Halbfinale | - 4 Sieger des Viertelfinales | - 4 Sieger des Viertelfinales |
| Finale | - 2 Sieger des Halbfinales | - 2 Sieger des Halbfinales |

Diese Reihung wird durch die direkte Qualifikation des Titelverteidigers entsprechend verschoben. Grundsatz ist hierbei, dass durch Doppelqualifikationen keine zusätzlichen Startplätze für einen erfolgreichen Landesverband entstehen sollen. Der Titelverteidiger erhält nur dann einen weiteren Startplatz, wenn er sich überhaupt nicht für einen der beiden Wettbewerbe qualifizieren konnte. Eine Zusatzregel verbietet zudem ausdrücklich, dass mehr als fünf Vertreter einer Nation an der Champions League teilnehmen. Frei werdende Plätze werden auf nachfolgend platzierte Nationen verschoben, wodurch in der ersten Qualifikationsrunde eine Spielpaarung entfallen kann.

#### Europa League
Der UEFA-Pokal und der „UEFA Intertoto Cup“ (kurz: UI-Cup) wurden im Jahr 2009 unter dem neuen Namen „UEFA Europa League“ verschmolzen, der Spielmodus dabei geändert: Die ehemalige erste Hauptrunde vor Beginn der Gruppenphase wird seither „Play-off-Runde“ genannt und zentral von der UEFA vermarktet. Sie ist nicht mehr Teil des Hauptwettbewerbs, sondern zählt nur noch zur Qualifikationsphase (halbierte Zähler für die Fünfjahreswertung), seit 2012 nehmen zudem nicht mehr alle Teilnehmer an der Play-off-Runde teil, sondern sind teilweise schon direkt für die Gruppenphase qualifiziert.

##### Qualifikationsrunden
| 1. Qualifikationsrunde (96 Teilnehmer) - die Pokalsieger der Nationen 29 bis 55 - die Tabellenzweiten der Nationen 18 bis 54 Q1 - die Tabellendritten der Nationen 16 bis 51 Q1 2. Qualifikationsrunde (66 Teilnehmer) - die 48 Sieger der Qualifikationsrunde 1 - die Pokalsieger der Nationen 19 bis 28 - die Tabellenzweiten der Nationen 16 bis 17 - die Tabellenvierten der Nationen 10 bis 15 3. Qualifikationsrunde (58 Teilnehmer) - die 33 Sieger der Qualifikationsrunde 2 - die Pokalsieger der Nationen 13 bis 18 - die Tabellendritten der Nationen 7 bis 15 - die Tabellenvierten der Nationen 5 bis 9 - die Tabellenfünften der Nationen 5 bis 6 Q2 - die Tabellensechsten der Nationen 1 bis 4 Q2 Play-off (44 Teilnehmer) - die 29 Sieger der Qualifikationsrunde 3 - die 15 Verlierer aus CL-Qualifikationsrunde 3 |
| Q1 Mit Ausnahme von Liechtenstein, da kein eigener Ligabetrieb vorhanden. Q2 Aus England und Frankreich starten neben den Verbandspokalsiegern auch die Ligapokalsieger in der Europa-League-Qualifikation, daher entfällt jeweils ein Startplatz über die nationale Ligatabelle. Ist der Ligapokalsieger jedoch anderweitig international qualifiziert, so wird Startplatz nicht an den unterlegenen Finalisten, sondern über die nationale Ligatabelle vergeben. |

Die nebenstehende Liste stellt das prinzipielle Grundschema für die Spielzeiten bis 2017/18 dar. Festgelegt ist einzig, welcher Nationalverband wie viele Teilnehmer in die Europa League entsenden darf. In welcher Runde welcher Verein konkret antritt, ist von Jahr zu Jahr verschieden, da durch Doppelqualifikationen und andere Einflüsse das Grundschema immer wieder leicht verändert wird. Für Liechtenstein gilt zudem eine Sonderregel, da das Fürstentum keine eigene Liga spielt und nur mit seinem nationalen Pokalsieger am Europapokal teilnimmt. Spielt ein Pokalsieger in der höherwertigen Champions League (inklusive CL-Qualifikation), so erhält eine weitere Mannschaft aus der Liga den schlechtestmöglichen Startplatz. Auch ein unterklassiger Verein kann sich durch einen Pokalerfolg für die Europa League qualifizieren. Seit der Saison 2015/16 starten die Pokalsieger der vordersten zwölf Nationen sowie die Tabellenfünften der Nationen 1 bis 3 und der Tabellenvierte der Nation 4 direkt im Hauptwettbewerb und sind somit von allen Qualifikationsspielen befreit.
Sollte ein Startplatz unbesetzt bleiben, so rücken die jeweils bestplatzierten Pokalsieger aus den niedrigeren Qualifikationsrunden um jeweils eine Runde auf. In der ersten Qualifikationsrunde rücken zwei Pokalsieger auf, und es entfällt eine Partie. Bei mehreren freien Plätzen wird das Verfahren mehrfach angewendet. Beispielsweise gab es in der Saison 2012/13 ausnahmsweise nur 14 statt sonst 15 Begegnungen in der dritten Qualifikationsrunde zur Champions League. Dadurch gab es auch nur 14 statt 15 Verlierer, die in der Play-off-Runde zur Europa League antraten, und somit ein Platz in der Play-off-Runde zur Europa League offen stand. Zudem war Atlético Madrid als Titelverteidiger und Fünftplatzierter der spanischen Liga doppelt für die Gruppenphase qualifiziert, was einen zweiten freien Platz, dieses Mal aber in der Gruppenphase, bedeutete.
Somit rückte der Pokalsieger von Rang 7 von der Play-off-Runde in die Gruppenphase, jener von Rang 16 von Q3 in die Play-offs, Rang 19 von Q2 nach Q3, und die Ränge 33 und 34 von Q1 nach Q2, um die erste Lücke zu schließen. Analog rückten im zweiten Schritt die Pokalsieger der Ränge 17, 20, und 35/36 um jeweils eine Runde auf. In Runde Q1 verblieben somit nur noch 74 Teilnehmer, welche nur 37 statt 39 Begegnungen ausspielten, wogegen die weiteren Runden mit der normalen Teilnehmerzahl absolviert wurden.

##### Hauptrunde (Gruppenphase)
Neben zehn Verlierern aus den Champions League Play-offs sind seit der Saison 2015/16 die Pokalsieger der vordersten zwölf Nationen sowie je ein weiterer über die Liga qualifizierter Vertreter der Nationen 1 bis 4 direkt für die Gruppenphase qualifiziert. Weitere 22 Plätze werden durch die Sieger der Play-offs belegt.
In der Hauptrunde werden die Teilnehmer analog zur CL in Gruppen zu je vier Teams gelost, und in sechs Spieltagen eine Vollserie aus Hin- und Rückspielen durchgeführt. Bedingt durch die höhere Teilnehmerzahl in dieser Phase (48 statt 32 in der CL) gibt es zwölf statt nur acht Gruppen. Die Tabellenersten und -zweiten kommen weiter, Tabellendritte und -vierte scheiden aus.

##### Finalrunde (K.-o.-Runde)
Die Finalrunde beginnt mit der „Runde der letzten 32“, bei der UEFA auch schlicht „Runde 2“ genannt – Die Gruppenphase trägt den offiziellen Titel „Runde 1“. Im deutschen Sprachgebrauch ist auch der Begriff „Sechzehntelfinale“ bekannt.
Zusätzlich zu den 24 Gruppensiegern und -zweiten treten auch die acht Gruppendritten aus der CL-Gruppenphase an. Diese 32 Teams spielen im K.-o.-Modus in Hin- und Rückspielen die beiden Finalteilnehmer aus. Die Gruppensieger und die vier CL-Teilnehmer mit den höchsten Klub-Koeffizienten sind gesetzt, die Gruppenzweiten und vier CL-Teilnehmer mit niedrigerem Klub-Koeffizienten ungesetzt. Mannschaften, welche bereits in der Gruppenphase aufeinandertrafen, werden einander nicht zugelost, ebenso sind Vergleiche zweier Teams gleicher Nation noch ausgeschlossen. Erst ab dem Achtelfinale gelten keine Ausschlussregeln mehr, es wird „jeder gegen jeden“ gelost und gespielt.
Das Finale besteht aus einem einzigen Spiel, dessen Spielort bereits mehrere Jahre im Voraus von der UEFA festgelegt wird. In seltenen Fällen kommt es dadurch zu einem „Heimspiel“, indem ein Finalteilnehmer das Glück hat, im eigenen Stadion antreten zu dürfen. So geschehen am 18. Mai 2005, als Sporting Lissabon im eigenen José-Alvalade-Stadion das Finale gegen ZSKA Moskau bestreiten durfte. Allerdings konnten die Portugiesen diesen Heimvorteil nicht nutzen und verloren mit 1:3. Besser machte es hingegen Feyenoord Rotterdam drei Jahre zuvor, als man im heimischen Stadion De Kuip Borussia Dortmund mit 3:2 besiegte und den UEFA-Pokal gewann.

#### Zugangsliste 2020/21
Die Zugangsliste 2020/21 ergibt sich aus dem Länder-Koeffizienten der fünf Spielzeiten von 2014/15 bis 2018/19. Die nachfolgende Tabelle zeigt hierzu an, in welcher Runde die ersten sechs der Ligen und der Pokalgewinner starten. Plätze, die zur Teilnahme in der Champions League berechtigen, sind blau hinterlegt. Europa-League-Plätze sind grün hinterlegt.
|     | Land            | Punkte  | Meister     | Vizemeister | 3.          | 4.          | 5.         | 6.         | Pokalsieger | Sonderfälle   |
| --- | --------------- | ------- | ----------- | ----------- | ----------- | ----------- | ---------- | ---------- | ----------- | ------------- |
| 1.  | Spanien         | 103,569 | Gruppe      | Gruppe      | Gruppe      | EL-Sieger 2 | Gruppe 4   | Gruppe 4   |             | Tabellen-7. 4 |
| 2.  | England         | 85,462  | Gruppe      | Gruppe      | Gruppe      | Gruppe      | Gruppe     | 2. Runde   | Gruppe      |               |
| 3.  | Italien         | 74,725  | Gruppe      | Gruppe      | Gruppe      | Gruppe      | Gruppe     | 2. Runde   | Gruppe      |               |
| 4.  | Deutschland     | 71,927  | CL-Sieger 1 | Gruppe      | Gruppe      | Gruppe      | Gruppe 3   | Gruppe 3   |             | Tabellen-7. 3 |
| 5.  | Frankreich      | 58,948  | Gruppe      | Gruppe      | Gruppe 2    | Gruppe      | Gruppe 3   | 2. Runde 3 |             |               |
| 6.  | Russland        | 50,549  | Gruppe      | Gruppe      | Play-offs 2 | Gruppe 3    | 3. Runde 3 | 2. Runde 3 |             |               |
| 7.  | Portugal        | 48,232  | Gruppe      | 3. Runde    | Gruppe 3    | 3. Runde 3  | 2. Runde 3 |            |             |               |
| 8.  | Belgien         | 39,900  | Gruppe      | 3. Runde    | 3. Runde    | 2. Runde    |            |            | Gruppe      |               |
| 9.  | Ukraine         | 38,900  | Gruppe      | 3. Runde    | Gruppe 3    | 3. Runde 3  | 2. Runde 3 |            |             |               |
| 10. | Türkei          | 34,600  | Gruppe      | NQ 5        | 2. Runde    | Gruppe      | 3. Runde   | 2. Runde   |             |               |
| 11. | Niederlande     | 32,433  | Gruppe 1    | 2. Runde    | Gruppe 4    | 3. Runde 4  | 2. Runde 4 |            |             |               |
| 12. | Österreich      | 31,250  | Play-offs   | 2. Runde    | Gruppe 3    | 3. Runde 3  | 2. Runde 3 |            |             |               |
| 13. | Tschechien      | 28,675  | Play-offs 1 | 2. Runde    | Pokalsieger | 2. Runde    |            |            | Gruppe      | EL-Quali      |
| 14. | Griechenland    | 27,600  | Play-offs 1 | 2. Runde    | 3. Runde 4  | NQ 5        | 2. Runde 4 | 2. Runde 4 |             |               |
| 15. | Kroatien        | 27,375  | 2. Runde    | 2. Runde    | Pokalsieger | 2. Runde    | 2. Runde   |            | 3. Runde    |               |
| 16. | Dänemark        | 27,025  | 2. Runde    | 2. Runde    |             |             |            |            | 3. Runde    | EL-Qual.      |
| 17. | Schweiz         | 26,900  | 2. Runde    | 3. Runde 4  | 2. Runde 4  | 1. Runde 4  |            |            |             |               |
| 18. | Zypern          | 24,925  | 1. Runde    | 3. Runde 4  | 1. Runde 4  | 1. Runde 4  |            |            |             |               |
| 19. | Serbien         | 22,250  | 1. Runde    | 1. Runde    | Pokalsieger | 1. Runde    |            |            | 3. Runde    |               |
| 20. | Schottland      | 22,125  | 1. Runde    | 2. Runde 4  | 1. Runde 4  | 1. Runde 4  |            |            |             |               |
| 21. | Belarus         | 21,875  | 1. Runde    | 1. Runde    | 1. Runde    |             |            |            | 2. Runde    |               |
| 22. | Schweden        | 20,900  | 1. Runde    | 1. Runde    | 1. Runde    |             |            |            | 2. Runde    |               |
| 23. | Norwegen        | 20,200  | 1. Runde    | 1. Runde    | 1. Runde    |             |            |            | 2. Runde    |               |
| 24. | Kasachstan      | 19,250  | 1. Runde    | 1. Runde    | 1. Runde    |             |            |            | 2. Runde    |               |
| 25. | Polen           | 19,250  | 1. Runde    | 1. Runde 4  | 1. Runde 4  | 1. Runde 4  |            |            |             |               |
| 26. | Aserbaidschan   | 19,000  | 1. Runde    | 1. Runde    | 1. Runde    |             |            |            | 1. Runde    |               |
| 27. | Israel          | 18,625  | 1. Runde    | 1. Runde    | 1. Runde    |             |            |            | 1. Runde    |               |
| 28. | Bulgarien       | 17,500  | 1. Runde    | 1. Runde    |             |             |            |            | 1. Runde    | EL-Qual.      |
| 29. | Rumänien        | 15,950  | 1. Runde    | 1. Runde    | NQ 5        | 1. Runde    |            |            | 1. Runde    |               |
| 30. | Slowakei        | 15,625  | 1. Runde    | 1. Runde 3  | 1. Runde 3  | 1. Runde 3  |            |            |             |               |
| 31. | Slowenien       | 15,000  | 1. Runde    | 1. Runde    | 1. Runde    |             |            |            | 1. Runde    |               |
| 32. | Liechtenstein 6 | 13,500  |             |             |             |             |            |            | 1. Runde    |               |
| 33. | Ungarn          | 10,500  | 1. Runde    | 1. Runde    | 1. Runde    |             |            |            | 1. Runde    |               |
| 34. | Nordmazedonien  | 8,000   | 1. Runde    | 1. Runde 4  | 1. Runde 4  | 1. Runde 4  |            |            |             |               |
| 35. | Moldau          | 7,750   | 1. Runde    | 1. Runde    | Pokalsieger | 1. Runde    |            |            | 1. Runde    |               |
| 36. | Albanien        | 7,500   | 1. Runde    | 1. Runde    | 1. Runde    |             |            |            | 1. Runde    |               |
| 37. | Irland          | 7,450   | 1. Runde    | Pokalsieger | 1. Runde    | 1. Runde    |            |            | 1. Runde    |               |
| 38. | Finnland        | 7,275   | 1. Runde    | 1. Runde    |             |             |            |            | 1. Runde    | EL-Qual.      |
| 39. | Island          | 7,250   | 1. Runde    | 1. Runde    | 1. Runde    |             |            |            | 1. Runde    |               |
| 40. | Bosnien & H.    | 7,125   | 1. Runde    | 1. Runde 4  | 1. Runde 4  | 1. Runde 4  |            |            |             |               |

Anmerkungen
Stand: Vorläufiger Stand 24. August 2020
- Gruppe {\displaystyle \rightarrow } Dieser Platz berechtigt zur Teilnahme in der Gruppenphase.
- Play-offs {\displaystyle \rightarrow } Dieser Platz berechtigt zur Teilnahme in den Play-offs.
- 3. Runde {\displaystyle \rightarrow } Dieser Platz berechtigt zur Teilnahme in der 3. Runde der Qualifikation.
- 2. Runde {\displaystyle \rightarrow } Dieser Platz berechtigt zur Teilnahme in der 2. Runde der Qualifikation.
- 1. Runde {\displaystyle \rightarrow } Dieser Platz berechtigt zur Teilnahme in der 1. Runde der Qualifikation.

Fußnoten

### Geschichte
Die Fünfjahreswertung wurde offiziell im Jahre 1979 eingeführt, um die Anzahl der Teilnehmer pro Land am UEFA-Pokal festzulegen. Später wurde zurück bis zum Jahr 1960 die Wertung erstellt. Im gesamten Zeitraum von 1960 bis heute gab es vier verschiedene europäische Ligen, welche die Spitzenposition einnehmen konnten. Die folgende Tabelle zeigt, in welchem Zeitraum sich welche Liga auf dem ersten Platz der Wertung befand.
| Zeitraum  | Liga           | Jahre |
| --------- | -------------- | ----- |
| 1960–1966 | Spanien        | 7     |
| 1967–1975 | England        | 9     |
| 1976–1984 | BR Deutschland | 9     |
| 1985      | England        | 1     |
| 1986–1989 | Italien        | 4     |
| 1990      | Deutschland    | 1     |
| 1991–1999 | Italien        | 9     |
| 2000–2007 | Spanien        | 8     |
| 2008–2012 | England        | 5     |
| 2013–2020 | Spanien        | 8     |
| 2021–2024 | England        | 4     |

| Platz | Liga        | Jahre | Zeitraum                              |
| ----- | ----------- | ----- | ------------------------------------- |
| 1.    | Spanien     | 23    | 1960–1966, 2000–2007, 2013–2020       |
| 2.    | England     | 19    | 1967–1975, 1985, 2008–2012, 2021–2024 |
| 3.    | Italien     | 13    | 1986–1989, 1991–1999                  |
| 4.    | Deutschland | 10    | 1976–1984, 1990                       |

## UEFA-Klub-Koeffizient

### Berechnung des Klub-Koeffizienten
Damit nicht gleich zu Beginn einer Saison die stärksten Vereine aufeinandertreffen, wird bei der Auslosung der Spielpaarungen mit Hilfe der Klubwertung eine Setzliste erstellt. Dadurch soll ein frühzeitiges Ausscheiden der Favoriten verhindert werden, damit die Spannung möglichst lange erhalten bleibt. Das bedeutet, dass Vereine, die sich im oberen Bereich der Klubwertung befinden, Vereinen zugelost werden, die sich im unteren Bereich der Klubwertung befinden. Gültig ist dabei immer die Klubwertung, die am Ende der abgelaufenen Spielzeit von der UEFA veröffentlicht wurde. Punkte, die in der laufenden Saison bereits erspielt wurden, haben keine Auswirkungen.
Jeder Verein bekommt die Punkte, die er in den letzten fünf Jahren für seinen Verband erspielt hat. Bis zur Saison 2017/18 wurde dieser Wert um 20 % des Länderkoeffizienten des jeweiligen Jahres (bis 2008/09 waren es 33 %; bis 2003/04 waren es 50 %) erhöht. Seit der Saison 2018/19 werden die eigenen erspielten Punkte oder 20 % des Verbandskoeffizienten berücksichtigt, je nachdem, welcher der beiden Werte höher ist.
Es gibt aber einige Unterschiede bei der Punktevergabe zu der Länderwertung: Bei der Berechnung der Klub-Koeffizienten werden sämtliche in Qualifikationsspielen erreichte Ergebnisse ignoriert. Bis 2009 bedeutete dies, dass alle Vereine keine Punkte bis zum Start der Gruppenphase bekamen, unabhängig davon, wie erfolgreich sie vorher in den Qualifikationswettbewerben waren. Dies wurde mit Beginn der Saison 2009/10 durch das Bonuspunktesystem der Qualifikation etwas abgemildert. Vereine, die in der Qualifikation ausscheiden, bekamen danach zwischen 0,25 und 1,5 Punkte für das Erreichen der Runde, in der sie ausgeschieden sind.
Ab der Gruppenphase gibt es sowohl in der Champions League als auch in der Europa League und Europa Conference League pro Sieg 2 Punkte und pro Unentschieden 1 Punkt.
Da seit der Saison 2018/19 bis zur Saison 2020/21 alle in der Champions League in der Qualifikation ausgeschiedenen Teams im Europa-League-Wettbewerb weiterspielen dürfen und ab der Saison 2021/22 in der Europa Conference League spielen, wurde auch die Punktevergabe angepasst:
| Wettbewerb       | Runde                                                               | bis 2017/18                                | ab 2018/19                                 |
| ---------------- | ------------------------------------------------------------------- | ------------------------------------------ | ------------------------------------------ |
| Europa League    | Ausscheiden in der Vorrunde der Europa-League-Qualifikation         | –                                          | 0,5 Bonuspunkte                            |
| Europa League    | Ausscheiden in der ersten Runde der Europa-League-Qualifikation     | 0,25 Bonuspunkte                           | 1 Bonuspunkt                               |
| Europa League    | Ausscheiden in der zweiten Runde der Europa-League-Qualifikation    | 0,5 Bonuspunkte                            | 1,5 Bonuspunkte                            |
| Europa League    | Ausscheiden in der dritten Runde der Europa-League-Qualifikation    | 1 Bonuspunkt                               | 2 Bonuspunkte                              |
| Europa League    | Ausscheiden in den Play-offs der Europa-League-Qualifikation        | 1,5 Bonuspunkte                            | 2,5 Bonuspunkte                            |
| Europa League    | Gruppenphase                                                        | Erreichte Punkte, aber mindestens 2 Punkte | Erreichte Punkte, aber mindestens 3 Punkte |
| Europa League    | Sechzehntel- und Achtelfinale                                       | Erreichte Punkte                           | Erreichte Punkte                           |
| Europa League    | Viertelfinale                                                       | Erreichte Punkte + 1 Bonuspunkt            | Erreichte Punkte + 1 Bonuspunkt            |
| Europa League    | Halbfinale                                                          | Erreichte Punkte + 1 Bonuspunkt            | Erreichte Punkte + 1 Bonuspunkt            |
| Europa League    | Finale                                                              | Erreichte Punkte + 1 Bonuspunkt            | Erreichte Punkte + 1 Bonuspunkt            |
| Champions League | Ausscheiden in der Vorrunde der Champions-League-Qualifikation      | –                                          | je nach Erfolg in Europa League            |
| Champions League | Ausscheiden in der ersten Runde der Champions-League-Qualifikation  | 0,5 Bonuspunkte                            | je nach Erfolg in Europa League            |
| Champions League | Ausscheiden in der zweiten Runde der Champions-League-Qualifikation | 1 Bonuspunkt                               | je nach Erfolg in Europa League            |
| Champions League | Ausscheiden in der dritten Runde der Champions-League-Qualifikation | je nach Erfolg in Europa League            | je nach Erfolg in Europa League            |
| Champions League | Ausscheiden in den Play-offs der Champions-Qualifikation            | je nach Erfolg in Europa League            | je nach Erfolg in Europa League            |
| Champions League | Gruppenphase                                                        | Erreichte Punkte + 4 Bonuspunkte           | Erreichte Punkte + 4 Bonuspunkte           |
| Champions League | Achtelfinale                                                        | Erreichte Punkte + 5 Bonuspunkte           | Erreichte Punkte + 5 Bonuspunkte           |
| Champions League | Viertelfinale                                                       | Erreichte Punkte + 1 Bonuspunkt            | Erreichte Punkte + 1 Bonuspunkt            |
| Champions League | Halbfinale                                                          | Erreichte Punkte + 1 Bonuspunkt            | Erreichte Punkte + 1 Bonuspunkt            |
| Champions League | Finale                                                              | Erreichte Punkte + 1 Bonuspunkt            | Erreichte Punkte + 1 Bonuspunkt            |

### Klub-Koeffizient 2024/25
Die in der Tabelle aufgeführten Klub-Koeffizienten dienen zur Auslosung der einzelnen Runden für die Qualifikation zur Champions League 2025/26, zur Europa League 2025/26 sowie zur Conference League 2025/26, zur Festlegung der Töpfe für die Auslosung der Gruppenphasen und sind letztes Kriterium zur Entscheidung über die Platzierung in der Gruppenphase. Vereine, die in den letzten fünf Jahren keine Wertungspunkte erzielt haben, werden im nachfolgenden Ranking nicht berücksichtigt.
Für die Festlegung der Rangfolge ist bei Punktgleichheit das Ergebnis der jüngsten Spielzeit (2024/25) maßgebend. Ist dieses ebenfalls gleich, wird auf das jeweils vorhergehende Jahr zurückgegriffen, welches nicht gleich ist.
| Rang                  | Team                     | 2020/21 | 2021/22 | 2022/23 | 2023/24 | 2024/25 | Min. Länderkoeff. 2024/25 * 20 % | TOTAL   |
| --------------------- | ------------------------ | ------- | ------- | ------- | ------- | ------- | -------------------------------- | ------- |
| 1                     | Real Madrid              | 26      | 30      | 29      | 34      | 24,5    | 18,890                           | 143,500 |
| 2                     | Manchester City          | 35      | 27      | 33      | 28      | 14,75   | 23,039                           | 137,750 |
| 3                     | FC Bayern München        | 27      | 26      | 27      | 28      | 27,25   | 17,266                           | 135,250 |
| 4                     | FC Liverpool             | 24      | 33      | 19      | 20      | 29,5    | 23,039                           | 125,500 |
| 5                     | Paris Saint-Germain      | 24      | 19      | 19      | 23      | 33,5    | 14,618                           | 118,500 |
| 6                     | Inter Mailand            | 9       | 18      | 29      | 20      | 40,25   | 19,446                           | 116,250 |
| 7                     | FC Chelsea               | 33      | 25      | 21      | –       | 30      | 23,089                           | 109,000 |
| 8                     | Borussia Dortmund        | 22      | 10      | 18      | 29      | 27,75   | 17,266                           | 106,750 |
| 9                     | AS Rom                   | 24      | 23      | 22      | 21      | 14,5    | 19,466                           | 104,500 |
| 10                    | FC Barcelona             | 20      | 15      | 9       | 23      | 36,25   | 18,890                           | 103,250 |
| 11                    | Manchester United        | 26      | 18      | 19      | 7       | 32,5    | 23,039                           | 102,500 |
| 12                    | FC Arsenal               | 23      | –       | 17      | 22      | 36      | 23,039                           | 98,000  |
| 13                    | Bayer 04 Leverkusen      | 10      | 14      | 19      | 29      | 23,25   | 17,266                           | 95,250  |
| 14                    | Atlético Madrid          | 16      | 19      | 8       | 24      | 26,5    | 18,890                           | 93,500  |
| 15                    | Benfica Lissabon         | 10      | 20      | 25      | 14      | 18,75   | 12,453                           | 87,750  |
| 16                    | Atalanta Bergamo         | 17      | 16      | –       | 28      | 21      | 19,446                           | 82,000  |
| 17                    | FC Villarreal            | 30      | 24      | 12      | 16      | –       | 18,890                           | 82,000  |
| 18                    | FC Porto                 | 23      | 10      | 18      | 19      | 9,75    | 12,453                           | 79,750  |
| 19                    | AC Mailand               | 12      | 7       | 24      | 16      | 19      | 19,446                           | 78,000  |
| 20                    | RB Leipzig               | 17      | 17      | 18      | 18      | 8       | 17,266                           | 78,000  |
| 21                    | Lazio Rom                | 17      | 9       | 6       | 18      | 26      | 19,446                           | 76,000  |
| 22                    | Juventus Turin           | 21      | 20      | 17      | –       | 16,25   | 19,446                           | 74,250  |
| 23                    | Eintracht Frankfurt      | –       | 28      | 16      | 7       | 23      | 17,266                           | 74,000  |
| 24                    | FC Brügge                | 11      | 7       | 17      | 21      | 15,75   | 11,370                           | 71,750  |
| 25                    | Glasgow Rangers          | 15      | 19      | 4       | 14      | 19,25   | 07,110                           | 71,250  |
| 26                    | Feyenoord Rotterdam      | 4       | 24      | 17      | 8       | 18      | 13,430                           | 71,000  |
| 27                    | Tottenham Hotspur        | 15      | 5       | 18      | –       | 32,25   | 23,039                           | 70,250  |
| 28                    | PSV Eindhoven            | 10      | 10      | 11      | 17      | 21,25   | 123,430                          | 69,250  |
| 29                    | West Ham United          | –       | 21      | 29      | 19      | –       | 23,039                           | 69,000  |
| 30                    | Ajax Amsterdam           | 19      | 22      | 8       | 5       | 13,25   | 13,430                           | 67,250  |
| 31                    | OSC Lille                | 8       | 17      | –       | 17      | 24      | 15,618                           | 66,000  |
| 32                    | Real Sociedad            | 8       | 9       | 16      | 18      | 14      | 18,890                           | 65,000  |
| 33                    | AC Florenz               | –       | –       | 20      | 22      | 20      | 19,446                           | 62,000  |
| 34                    | SSC Neapel               | 10      | 9       | 25      | 17      | –       | 19,446                           | 61,000  |
| 35                    | Sporting Lissabon        | 2,5     | 16      | 14      | 12      | 14,5    | 12,453                           | 59,000  |
| 36                    | FC Sevilla               | 19      | 12      | 21      | 6       | –       | 18,890                           | 58,000  |
| 37                    | Olympiakos Piräus        | 10      | 8       | 3       | 17      | 18,5    | 07,862                           | 56,500  |
| 38                    | Dinamo Zagreb            | 17      | 9       | 7       | 9       | 14      | 05,405                           | 56,000  |
| 39                    | AZ Alkmaar               | 6       | 13      | 19      | 4       | 12,5    | 13,430                           | 54,500  |
| 40                    | Betis Sevilla            | –       | 11      | 16      | 6       | 19,25   | 18,890                           | 52,250  |
| 41                    | Schachtar Donezk         | 14      | 6       | 11      | 10      | 11      | 04,880                           | 52,000  |
| 42                    | Slavia Prag              | 16      | 10      | 6       | 15      | 4       | 08,820                           | 51,000  |
| 43                    | FK Bodø/Glimt            | 2       | 15      | 3       | 8       | 21      | 07,937                           | 49,000  |
| 44                    | FC Red Bull Salzburg     | 7       | 17      | 9       | 7       | 8       | 07,290                           | 48,000  |
| 45                    | Olympique Marseille      | 6       | 16      | 8       | 18      | –       | 14,618                           | 48,000  |
| 46                    | Aston Villa              | –       | –       | –       | 17      | 30,25   | 23,039                           | 47,250  |
| 47                    | Fenerbahçe Istanbul      | –       | 5       | 17      | 14      | 11,25   | 08,780                           | 47,250  |
| 48                    | Sporting Braga           | 9       | 16      | 7       | 7       | 7       | 12,453                           | 46,000  |
| 49                    | FC Kopenhagen            | 2,5     | 13      | 7       | 15      | 7,375   | 06,7,96                          | 44,875  |
| 50                    | Roter Stern Belgrad      | 10      | 15      | 4       | 5       | 10      | 05,100                           | 44,000  |
| …                     |                          |         |         |         |         |         |                                  |         |
| 62                    | BSC Young Boys           | 11      | 8       | 2,5     | 7       | 6       | 06,725                           | 34,500  |
| …                     |                          |         |         |         |         |         |                                  |         |
| 66                    | FC Basel                 | 2,5     | 12      | 17      | 1,5     | –       | 06,725                           | 33,000  |
| …                     |                          |         |         |         |         |         |                                  |         |
| 68                    | SK Rapid Wien            | 5       | 4       | 2,5     | 2,5     | 18,25   | 07,290                           | 32,250  |
| …                     |                          |         |         |         |         |         |                                  |         |
| 73                    | Linzer ASK               | 7       | 15      | –       | 3       | 3       | 07,290                           | 28,000  |
| 74                    | SC Freiburg              | –       | –       | 15      | 13      | –       | 17,266                           | 28,000  |
| …                     |                          |         |         |         |         |         |                                  |         |
| 81                    | SK Sturm Graz            | –       | 3       | 6       | 4       | 10      | 07,290                           | 23,000  |
| …                     |                          |         |         |         |         |         |                                  |         |
| 83                    | 1. FC Union Berlin       | –       | 5       | 12      | 6       | –       | 17,266                           | 23,000  |
| …                     |                          |         |         |         |         |         |                                  |         |
| 90                    | FC Lugano                | –       | –       | 2       | 3       | 14,25   | 06,725                           | 19,250  |
| 91                    | TSG 1899 Hoffenheim      | 12      | –       | –       | –       | 7       | 17,266                           | 19,000  |
| …                     |                          |         |         |         |         |         |                                  |         |
| 102                   | VfB Stuttgart            | –       | –       | –       | –       | 13      | 17,266                           | 17,266  |
| 103                   | 1. FC Heidenheim         | –       | –       | –       | –       | 8,125   | 17,266                           | 17,266  |
| 104                   | 1. FC Köln               | –       | –       | 6       | –       | –       | 17,266                           | 17,266  |
| 105                   | VfL Wolfsburg            | 2,5     | 8       | –       | –       | –       | 17,266                           | 17,266  |
| 106                   | Borussia Mönchengladbach | 15      | –       | –       | –       | –       | 17,266                           | 17,266  |
| …                     |                          |         |         |         |         |         |                                  |         |
| 139                   | Servette Genf            | 1,5     | 1,5     | –       | 6       | 2,5     | 06,725                           | 11,500  |
| …                     |                          |         |         |         |         |         |                                  |         |
| 162                   | Wolfsberger AC           | 7       | –       | 2,5     | –       | –       | 07,290                           | 09,500  |
| …                     |                          |         |         |         |         |         |                                  |         |
| 200                   | FK Austria Wien          | –       | 1,5     | 2,5     | 2       | 1,5     | 07,290                           | 07,500  |
| …                     |                          |         |         |         |         |         |                                  |         |
| 202                   | FC Vaduz                 | 1       | 1,5     | 2,5     | 1       | 1,5     | 01,600                           | 07,500  |
| …                     |                          |         |         |         |         |         |                                  |         |
| 204                   | TSV Hartberg             | 1,5     | –       | –       | -       | –       | 07,290                           | 07,290  |
| …                     |                          |         |         |         |         |         |                                  |         |
| 233                   | FC St. Gallen            | 2       | –       | –       | -       | 4       | 06,725                           | 06,725  |
| 234                   | FC Zürich                | –       | –       | 3       | –       | 2       | 06,725                           | 06,725  |
| 235                   | FC Luzern                | –       | 2       | –       | 2       | –       | 06,725                           | 06,725  |
| Stand: 4. August 2025 |                          |         |         |         |         |         |                                  |         |

## Wertung der Frauen
Da in der UEFA Women’s Champions League ebenfalls zusätzliche Startplätze vergeben werden (die 16 stärksten Verbände erhalten einen zweiten Startplatz, die Verbände auf den Plätzen 1 bis 6 einen Dritten), gibt es auch für die Frauen eine separate Fünfjahreswertung. Die ersten drei Verbände und der Titelverteidiger erhalten einen direkten Startplatz in der Gruppenphase, die Verbände auf den Plätzen 4 bis 6 einen Platz in der 2. Qualifikationsrunde.

### Punktevergabe
Von der Saison 2009/10 bis zur Saison 2019/2020 gab es zwei Punkte für einen Sieg, einen Punkt für ein Unentschieden, null Punkte für eine Niederlage sowie je einen Bonuspunkt für das Erreichen des Viertelfinals, des Halbfinals und der Endspiele. Abweichend davon wurden die Punkte aus der Qualifikationsrunde halbiert.
In der Saison 2020/21 gab es in den Qualifikationsrunden in der Verbandswertung anstelle der halbierten Punkte für Teams, die in der 1. Qualifikationsrunde ausschieden einen Punkt und für Teams, die in der 2. Qualifikationsrunde ausschieden, zwei Punkte. Für das Erreichen des Sechzehntelfinales wurden 3 Punkte gutgeschrieben, für die Teilnahme an den weiteren Runden jeweils 1 Bonuspunkt.
Mit Einführung der Gruppenphase ab der Saison 2021/22 wurde die Punktevergabe abermals geändert. Danach erhielten in der Vorrunde ausgeschiedene Teams 0,5 Punkte, die im Spiel um Platz 3 unterlegenen Teams 1 Punkt und die Gewinner 1,5 Punkte, die Verlierer der Finals der 1. Qualifikationsrunde 2 Punkte und die in der 2. Qualifikationsrunde ausgeschiedenen Teams 3 Punkte. Für die Teilnahme an der Gruppenphase werden zusätzlich zu den erspielten Punkten für Siege und Unentschieden 4 Bonuspunkte gutgeschrieben, zusätzlich gibt es je einen Bonuspunkt für das Erreichen von Viertelfinale, Halbfinale und Endspiel.
Bei Verbänden, die mehr als einen Teilnehmer stellen, werden deren Punkte addiert und durch die Anzahl der teilnehmenden Vereine des Landesverbandes dividiert.

### Rangliste 2023/24
Aus der Wertung, die die abgelaufene Saison 2023/24 einschließt, ermittelt sich die Teilnehmeranzahl für den Wettbewerb 2025/26.
| Pos. | Land                | 2019/20 | 2020/21 | 2021/22 | 2022/23 | 2023/24 | TOTAL  | CL-Plätze 2023/24 | Startrunde Champion |
| ---- | ------------------- | ------- | ------- | ------- | ------- | ------- | ------ | ----------------- | ------------------- |
| 01.  | Frankreich          | 20,000  | 15,000  | 16,333  | 10,000  | 17,000  | 78,333 | 3                 | Gruppenphase        |
| 02.  | Deutschland         | 16,500  | 16,500  | 14,666  | 14,000  | 7,333   | 68,999 | 3                 | Gruppenphase        |
| 03.  | Spanien             | 15,000  | 15,500  | 13,666  | 13,000  | 11,000  | 68,166 | 3                 | Gruppenphase        |
| 04.  | England             | 11,500  | 17,500  | 9,000   | 13,333  | 8,666   | 59,999 | 3                 | Runde 2             |
| 05.  | Portugal            | 4,000   | 3,000   | 7,000   | 8,000   | 12,000  | 34,000 | 3                 | Runde 2             |
| 06.  | Italien             | 3,000   | 5,000   | 8,500   | 12,500  | 5,000   | 34,000 | 3                 | Runde 2             |
| 07.  | Schweden            | 4,500   | 7,500   | 3,666   | 2,833   | 6,500   | 24,999 | 2                 | Runde 1             |
| 08.  | Tschechien          | 5,500   | 7,000   | 2,333   | 3,333   | 4,166   | 22,332 | 2                 | Runde 1             |
| 09.  | Niederlande         | 6,000   | 3,000   | 2,500   | 2,500   | 8,000   | 22,000 | 2                 | Runde 1             |
| 10.  | Dänemark            | 8,500   | 7,000   | 2,750   | 2,000   | 1,500   | 21,750 | 2                 | Runde 1             |
| 11.  | Norwegen            | 2,000   | 5,500   | 2,500   | 3,000   | 8,500   | 21,500 | 2                 | Runde 1             |
| 12.  | Österreich          | 3,000   | 9,000   | 2,000   | 4,250   | 3,000   | 21,250 | 2                 | Runde 1             |
| 13.  | Ukraine             | 2,000   | 5,000   | 7,000   | 3,000   | 2,000   | 19,000 | 2                 | Runde 1             |
| 14.  | Belarus             | 8,000   | 5,000   | 1,500   | 2,000   | 1,500   | 18,000 | 2                 | Runde 1             |
| 15.  | Island              | 8,000   | 2,000   | 3,250   | 2,250   | 2,250   | 17,750 | 2                 | Runde 1             |
| 16.  | Schottland          | 7,500   | 3,000   | 2,000   | 2,000   | 2,500   | 17,000 | 2                 | Runde 1             |
| 17.  | Kasachstan          | 7,000   | 3,500   | 1,500   | 1,500   | 1,250   | 14,750 | 1                 | Runde 1             |
| 18.  | Schweiz             | 3,000   | 3,000   | 2,500   | 2,750   | 3,000   | 14,250 | 1                 | Runde 1             |
| 19.  | Serbien             | 4,000   | 3,000   | 2,000   | 2,000   | 3,000   | 14,000 | 1                 | Runde 1             |
| 20.  | Albanien            | 3,000   | 2,000   | 3,000   | 4,000   | 2,000   | 14,000 | 1                 | Runde 1             |
| 21.  | Zypern              | 2,000   | 2,000   | 3,000   | 2,000   | 3,000   | 12,000 | 1                 | Runde 1             |
| 22.  | Belgien             | 4,000   | 2,000   | 2,000   | 2,000   | 2,000   | 12,000 | 1                 | Runde 1             |
| 23.  | Russland            | 3,000   | 2,000   | 1,750   | 1,750   | 1,750   | 10,250 | 0                 | Runde 1             |
| 24.  | Finnland            | 2,000   | 1,000   | 2,000   | 3,000   | 2,000   | 10,500 | 1                 | Runde 1             |
| 25.  | Bosnien-Herzegowina | 2,000   | 2,000   | 1,500   | 3,000   | 1,500   | 10,000 | 1                 | Runde 1             |
| 26.  | Ungarn              | 2,500   | 2,000   | 2,000   | 1,500   | 1,500   | 09,500 | 1                 | Runde 1             |
| 27.  | Rumänien            | 1,000   | 2,000   | 1,000   | 2,000   | 3,000   | 09,000 | 1                 | Runde 1             |
| 28.  | Slowenien           | 1,000   | 3,000   | 2,000   | 1,500   | 1,500   | 09,000 | 1                 | Runde 1             |
| 29.  | Polen               | 1,500   | 3,000   | 1,500   | 1,500   | 1,500   | 09,000 | 1                 | Runde 1             |
| 30.  | Kroatien            | 1,000   | 1,000   | 3,000   | 1,500   | 2,000   | 08,500 | 1                 | Runde 1             |
| 31.  | Litauen             | 1,500   | 2,000   | 2,000   | 2,000   | 1,000   | 08,500 | 1                 | Runde 1             |
| 32.  | Irland              | 2,000   | 1,000   | 1,500   | 2,000   | 1,500   | 08,000 | 1                 | Runde 1             |
| 33.  | Kosovo              | 3,000   | 1,000   | 1,500   | 1,500   | 1,000   | 08,000 | 1                 | Runde 1             |
| 34.  | Türkei              | 2,000   | 1,000   | 1,500   | 1,500   | 1,500   | 07,500 | 1                 | Runde 1             |
| 35.  | Griechenland        | 0,000   | 1,000   | 2,000   | 2,000   | 2,000   | 07,000 | 1                 | Runde 1             |
| 36.  | Israel              | 1,000   | 1,000   | 1,000   | 2,000   | 2,000   | 07,000 | 1                 | Runde 1             |
| 37.  | Georgien            | 0,000   | 3,000   | 1,000   | 1,000   | 2,000   | 07,000 | 1                 | Runde 1             |
| 38.  | Montenegro          | 1,500   | 1,000   | 1,500   | 1,500   | 1,500   | 07,000 | 1                 | Runde 1             |
| 39.  | Slowakei            | 1,000   | 1,000   | 1,500   | 2,000   | 1,000   | 06,500 | 1                 | Runde 1             |
| 40.  | Bulgarien           | 0,500   | 2,000   | 1,500   | 1,500   | 1,000   | 06,500 | 1                 | Runde 1             |
| 41.  | Luxemburg           | 0,000   | 1,000   | 2,000   | 1,500   | 1,500   | 06,000 | 1                 | Runde 1             |
| 42.  | Wales               | 2,000   | 1,000   | 1,000   | 1,000   | 1,000   | 06,000 | 1                 | Runde 1             |
| 43.  | Estland             | 1,000   | 1,000   | 1,500   | 1,000   | 1,000   | 05,500 | 1                 | Runde 1             |
| 43.  | Nordirland          | 1,000   | 1,000   | 1,500   | 1,000   | 1,000   | 05,500 | 1                 | Runde 1             |
| 43.  | Lettland            | 0,000   | 1,000   | 1,000   | 1,500   | 2,000   | 05,500 | 1                 | Runde 1             |
| 43.  | Malta               | 0,000   | 1,000   | 1,000   | 1,500   | 2,000   | 05,500 | 1                 | Runde 1             |
| 47.  | Moldau              | 0,000   | 1,000   | 1,000   | 1,000   | 1,500   | 04,500 | 1                 | Runde 1             |
| 48.  | Nordmazedonien      | 0,000   | 1,000   | 1,000   | 1,000   | 4,000   | 04,000 | 1                 | Runde 1             |
| 48.  | Färöer              | 0,000   | 1,000   | 1,000   | 1,000   | 1,000   | 04,000 | 1                 | Runde 1             |
| 50.  | Armenien            | 0,000   | 1,000   | 1,000   | 1,000   | –       | 03,000 | 1                 | Runde 1             |

Aus Andorra, Aserbaidschan, Gibraltar, Liechtenstein und San Marino hat noch keine Mannschaft teilgenommen (Stand Saison 2023/2024).

### Geschichte
Um entscheiden zu können, welche Mannschaften für die ersten Runden des UEFA Women’s Cup gesetzt werden bzw. welche Verbände seit Einführung der Champions League einen zweiten oder dritten Teilnehmer melden können oder direkt für die Gruppenphase gesetzt sind, gibt es auch eine Fünfjahreswertung für die Frauen. Die folgende Tabelle zeigt, in welchem Zeitraum sich welche Liga auf dem ersten Platz der Wertung befand.
| Zeitraum  | Liga        | Jahre |
| --------- | ----------- | ----- |
| 2002      | Deutschland | 1     |
| 2003–2004 | Schweden    | 2     |
| 2005–2006 | Deutschland | 2     |
| 2007      | Schweden    | 1     |
| 2008–2012 | Deutschland | 5     |
| 2013      | Frankreich  | 1     |
| 2014–2018 | Deutschland | 5     |
| 2019–2024 | Frankreich  | 6     |

| Platz | Liga        | Jahre | Zeitraum                              |
| ----- | ----------- | ----- | ------------------------------------- |
| 1.    | Deutschland | 13    | 2002, 2005–2006, 2008–2012, 2014–2018 |
| 2.    | Frankreich  | 7     | 2013, 2019–2024                       |
| 3.    | Schweden    | 3     | 2003–2004, 2007                       |